# NGC 6065
NGC 6065 is een lensvormig sterrenstelsel in het sterrenbeeld Slang. Het hemelobject werd op 19 juni 1887 ontdekt door de Amerikaanse astronoom Lewis A. Swift.

## Synoniemen
- MCG 2-41-8
- ZWG 79.51
- NPM1G +14.0439
- PGC 57215